# 죽전고등학교
죽전고등학교(竹田高等學校)는 대한민국 경기도 용인시 수지구 죽전동에 있는 공립 고등학교이다.

## 학교 연혁
- 2001년 1월 5일 : 죽전고등학교 설립인가
- 2001년 3월 1일 : 초대 유병채 교장 취임, 교감 유준하 부임, 죽전고 교사 23명 부임
- 2001년 3월 5일 : 신입생 입학식
- 2001년 7월 20일 : 신축교사 입교
- 2001년 10월 31일 : 개교기념식 거행
- 2004년 2월 10일 : 제1회 졸업식
- 2004년 10월 28일 : 교육인적자원부 연구학교 발표
- 2017년 2월 9일 : 제14회 졸업식(439명, 누계 5,694명)
- 2022년 9월 1일 : 제8대 한만영 교장 취임
- 2023년 1월 6일 : 졸업식(356명, 누계 7,989명)
- 2023년 3월 2일 : 입학식(12학급 417명)

## 참고 자료
- 죽전고등학교 - 한국교육학술정보원 학교알리미